# Ger Senden
Gerardus Christianus "Ger" Senden (født 9. juli 1971 i Heerlen, Holland) er en hollandsk tidligere fodboldspiller (højre back).
Senden tilbragte hele sin 19 år lange karriere, fra 1989 til 2008, hos Roda JC i Kerkrade. Han nåede at spille mere end 400 Æresdivisions-kampe for klubben, som han vandt den hollandske pokalturnering to gange, i 1997 og 2000.

## Titler
KNVB Cup
- 1997 og 2000 med Roda JC